# Филофей Псковский
Мона́х Филофе́й (ок. 1465, Псковская республика — 1542, Московское княжество) — старец псковского Спасо-Елеазарова монастыря (село Елизарово Псковского района), сведения о котором весьма скудны. Известен как предполагаемый автор концепции «Москва — Третий Рим», тезисы которой изложены в его письмах дьяку Михаилу Григорьевичу Мисюрю-Мунехину и великому князю Василию III Ивановичу.
Возможно, что первое имя Филофея было "Филипп Попович", которое он был вынужден сменить на церковное, ввиду желания остаться в родном городе Пскове после захвата в 1510 году.

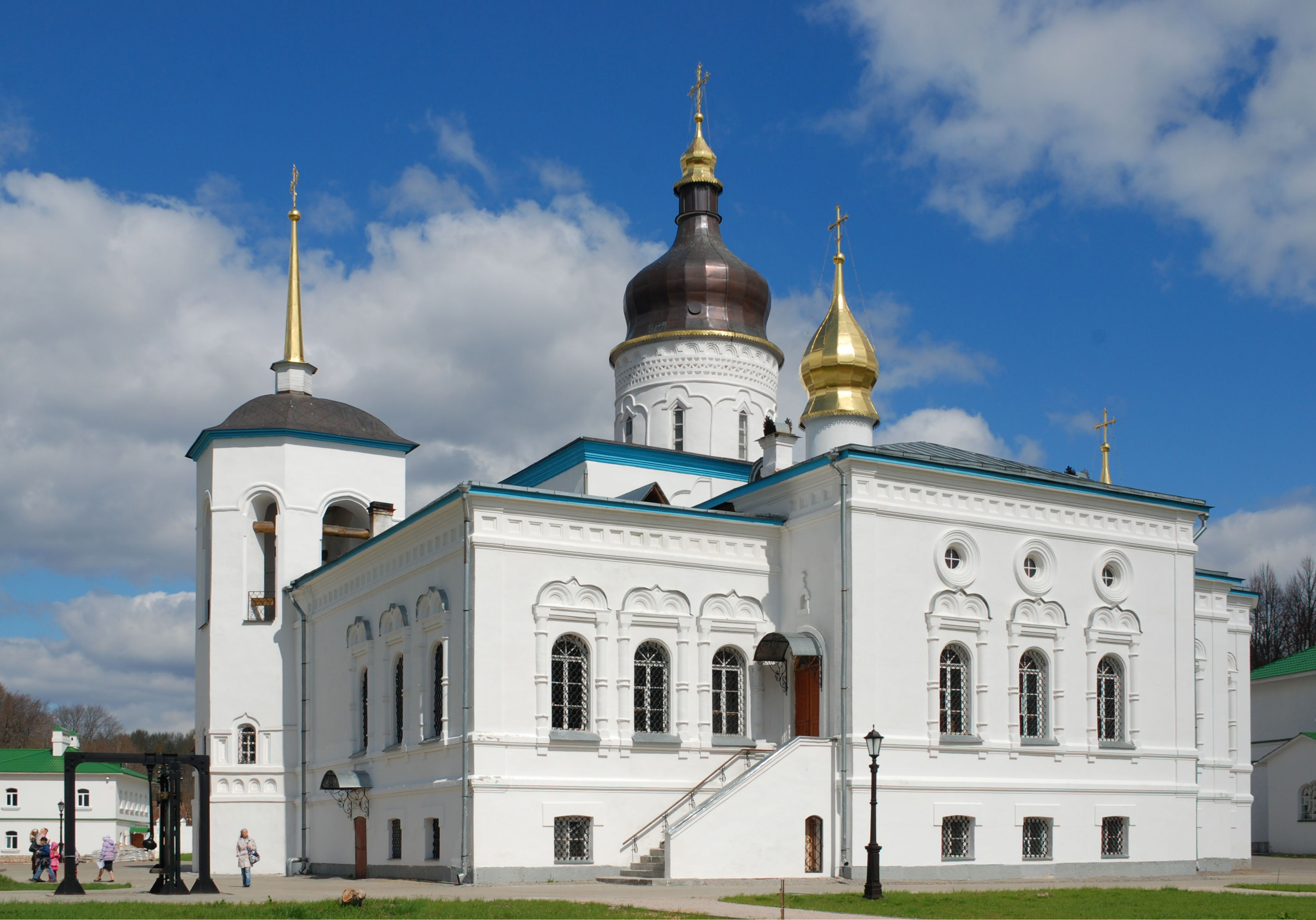
Собор Трёх Святителей Спасо-Елеазаровского монастыря

В своих посланиях Филофей полемизирует против астрологических предсказаний Николая Немчина, вообще отвергая астрологию («не от звѣздъ сие приходит»); заботится о некоторых местных псковских делах; отстаивает принципы иосифлян, впервые обстоятельно развивает знаменитую теорию о Московском Царстве как третьем Риме, хранителе правой христианской веры. Впрочем, указанные письма посвящены иным вопросам и говорят не о Москве или России, но «Ромеиском царстве», которое отождествляется с Московским княжеством и о котором Филофей пророчествует:
… два убо Рима падоша, а третий стоит, а четвертому не быти.
Схожая идея была выдвинута существенно ранее митрополитом Зосимой в предисловии к его труду «Изложение Пасхалии».
Предполагаемое авторство Филофея сочинения «Об обидах Церкви» к царю Ивану IV Васильевичу опровергается учёными, так как оно содержит элементы полемики с первым Посланием. Продолжатель Филофея связал тему «Третьего Рима» с защитой имущественных прав церкви.
В августе 2009 года сообщалось, что псковскими археологами была обнаружена могила, предположительно принадлежащая Филофею.

## Публикации текстов
- Послание к великому князю Василию, в нем же о исправлении крестного знамения и о содомском блуде // Синицына Н. В. Третий Рим. Истоки и эволюция русской средневековой концепции (XV—XVI вв.). Москва: Индрик, 1998. Приложение 2. С. 358—363.